# 대광성
대광성(大光晟, ?~?)은 발해의 왕자이다.

## 생애
833년 2월, 왕자인 그 포함 6명은 당나라에 가서 조공을 했다. 이 때 당나라 시인 온정균은 귀국하는 그에게 시를 지어 보냈다.
| 본국으로 돌아가는 발해의 왕자를 전송하다(送渤海王子歸本國) | 본국으로 돌아가는 발해의 왕자를 전송하다(送渤海王子歸本國) |
| ---------------------------------------------------------- | ---------------------------------------------------------- |
| 疆理雖海重                                                 | 그대의 나라는 비록 바다 너머에 있으나                      |
| 車書本一家                                                 | 수레 타고 글 읽는 것은 본디 한 집안이라                    |
| 盛勳歸舊國                                                 | 큰 공 세우고 제 나라로 돌아가면서                          |
| 佳句在中華                                                 | 아름다운 시구를 중화 땅에 남기고 가도다                    |
| 定界分秋漲                                                 | 경계를 나누는 저 가을의 바다로                             |
| 開帆到曙霞                                                 | 닻을 올려 새벽 노을 속으로 간다                            |
| 九門風月好                                                 | 궐문에 걸린 바람과 달이 아름다운데                         |
| 回首是天涯                                                 | 머리 돌리자 하늘가에 걸려 있구나.                          |

## 참고 자료
- 유, 득공 (1784). 《발해고》. 신고(臣考).